# Chlorophorus abruptulus
Chlorophorus abruptulus är en skalbaggsart som beskrevs av Holzschuh 1992. Chlorophorus abruptulus ingår i släktet Chlorophorus och familjen långhorningar.
Artens utbredningsområde är Sri Lanka. Inga underarter finns listade i Catalogue of Life.